# 欧洲酒店 (阿维尼翁)
欧洲酒店（Hôtel d'Europe）是一个五星级酒店，坐落于法国普罗旺斯阿维尼翁老城区克里雍广场。它开业于1799年，被认为是法国最古老的酒店之一。

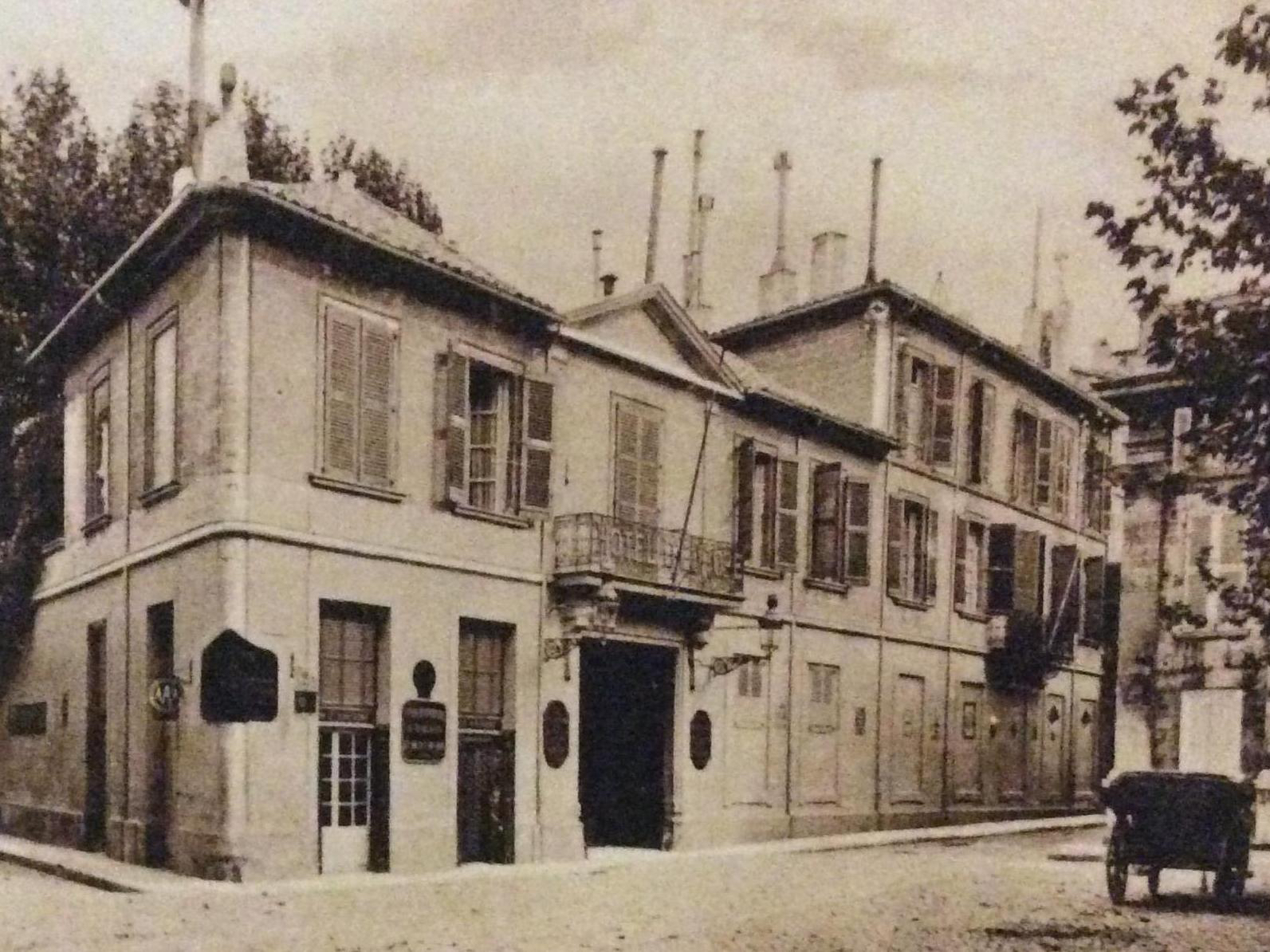
19世纪

欧洲酒店开设于一座建于16世纪（1580年）的豪宅中，古典主义风格，此后几乎一直没有什么变化。
拿破仑的元帅纪尧姆·布律纳于1815年在此被暗杀。
1854年铁路通车时，火车站在城市的另一边，欧洲酒店开辟自己的公共汽车，接送客人来往火车站和酒店，被认为是阿维尼翁的第一条公交线路。
曾经入住欧洲酒店的著名客人包括拿破仑（1799年）、雨果（1839年）、柯南道尔、海明威、毛姆、萨尔瓦多·达利、毕加索、查理·卓别林等等。

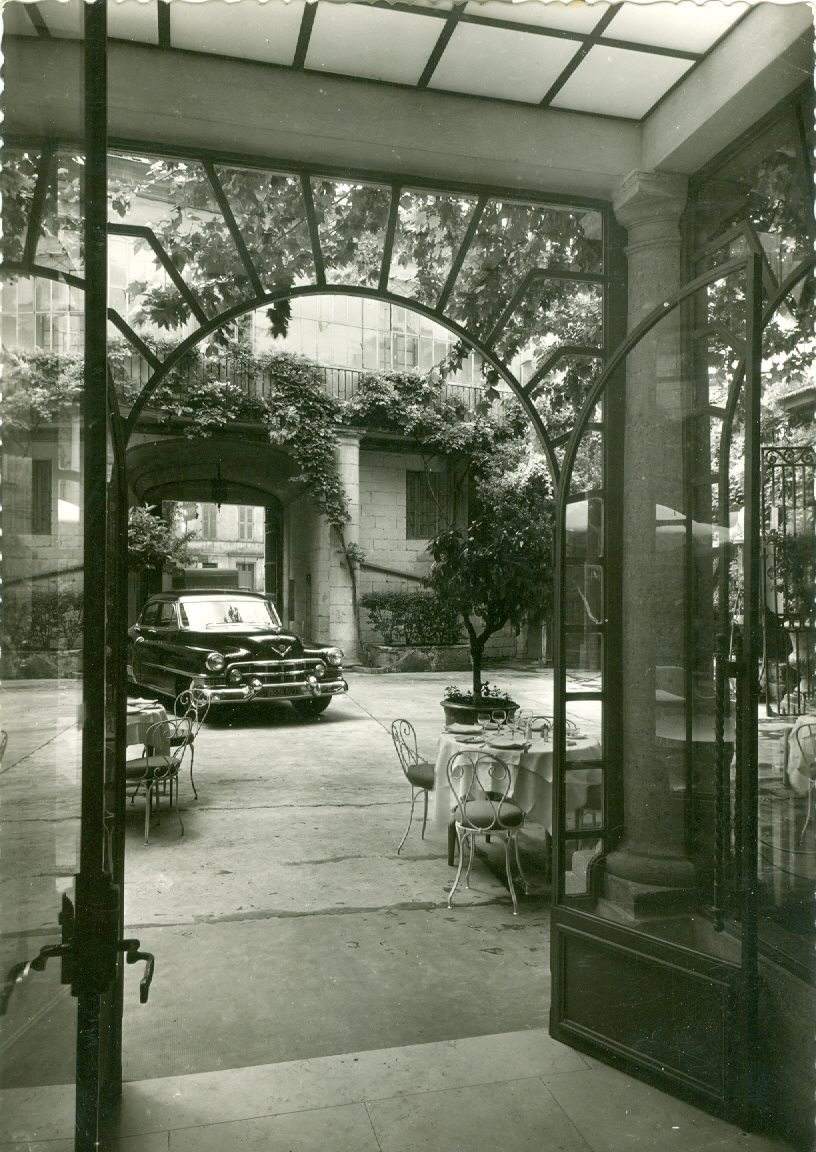

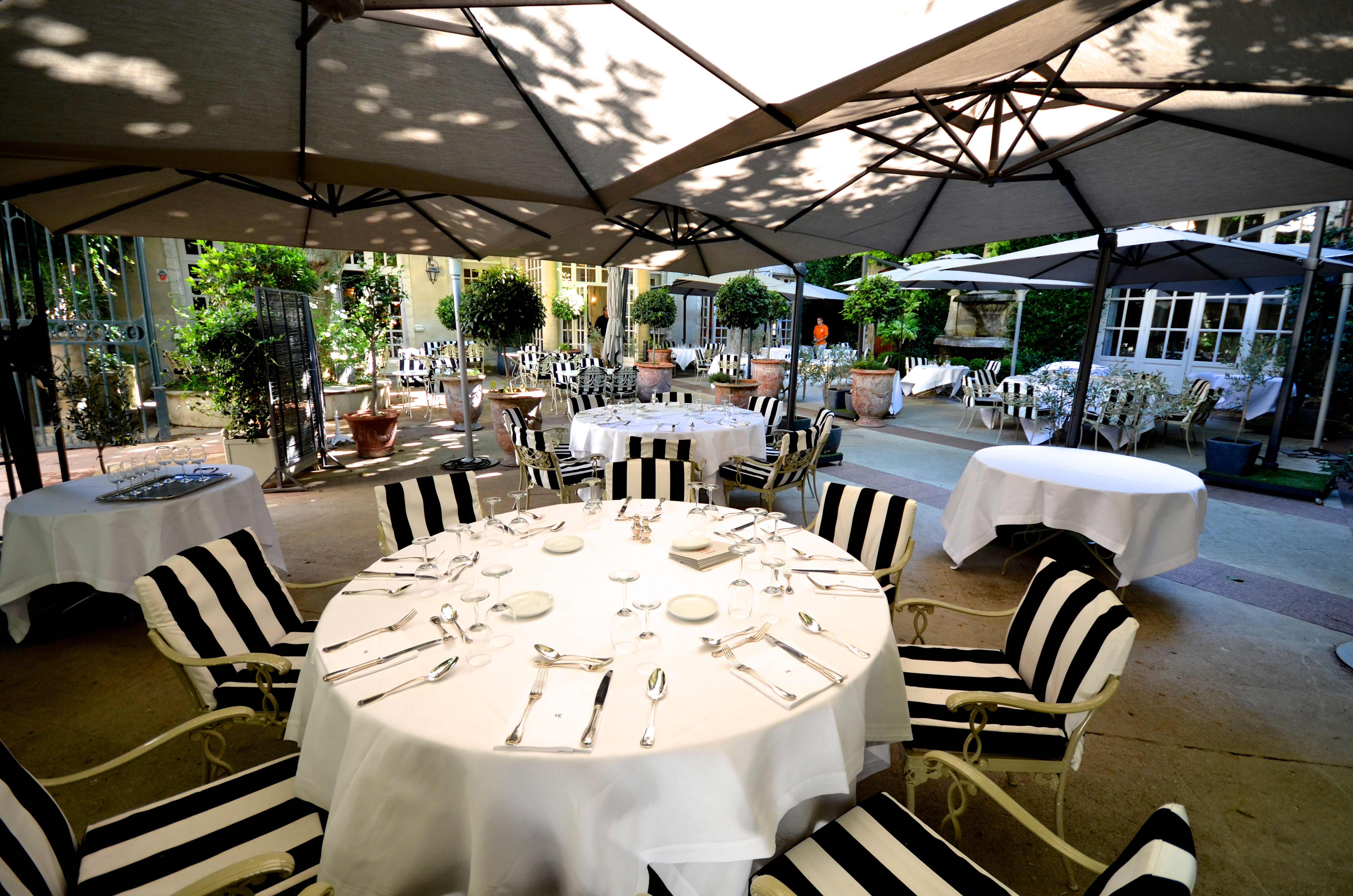
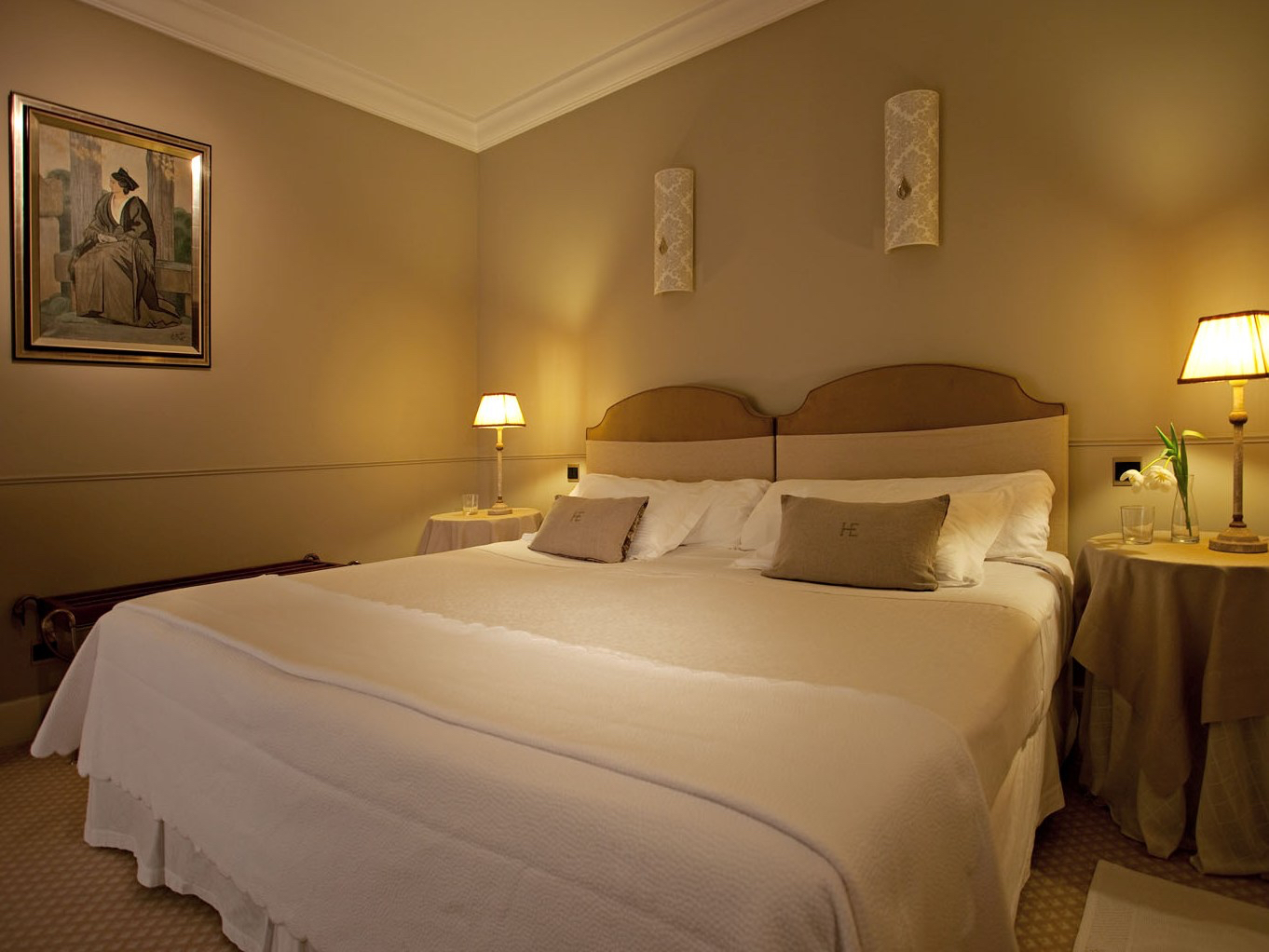